# Maurice Vincent

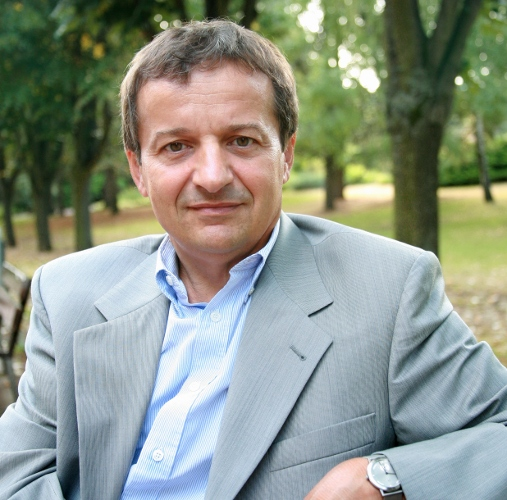
Maurice Vincent (2010)

Maurice Vincent (* 20. September 1955 in Saint-Étienne) ist ein französischer Politiker. Von 2008 bis 2014 war er Bürgermeister von Saint-Étienne.

## Leben
Vincent lehrte Ökonomie an der Universität Saint-Étienne. deren Präsident er von 1997 bis 2002 war. Von 1990 bis 1993 war er dort ebenfalls Direktor.
Vincent ist seit 1980 Mitglied der Parti socialiste. Seit März 2008 ist er als Politiker in Saint-Étienne tätig und war dort von 2008 bis 2014 Bürgermeister. Er war von 2011 bis 2017 Senator von Loire und ebenda von 2014 bis 2017 Regionalrat.
Vincent ist verheiratet und Vater zweier Kinder.

## Veröffentlichungen (Auswahl)
- La feunation du prix de losgement Economic, Hochschulschrift, Économica, Paris, 1986
- mit Michel Royon, Michel Bellet: L’économie stéphanoise dans les années 1980, changements structurels et perspectives d’évolution, Universität Saint-Etienne, 1992